# Dominik Ludwik Pawlikowski
Dominik Ludwik Pawlikowski (ur. 23 lipca 1879 w Międzyrzecu Podlaskim, zm. 17 lipca 1952 w Warszawie) – filantrop, inżynier architekt.

## Życiorys
Dominik Ludwik Pawlikowski herbu Cholewa, syn Karoliny z domu Ponikowskiej i Franciszka Pawlikowskiego, brat cioteczny Antoniego Ponikowskiego, brat Antoniego Pawlikowskiego, urodził się 23 lipca 1879 roku w Międzyrzecu Podlaskim, w guberni siedleckiej. Ukończył studia na Wydziale Architektury Politechniki Ryskiej i studiował na Politechnice Warszawskiej.
Swoje dorosłe życie związał z Siedlcami i powiatem gdzie był autorem lub współautorem wielu przedsięwzięć o charakterze filantropijnym. Piastował, przed wojną i po wojnie do roku 1950, stanowisko naczelnego architekta miasta Siedlce i powiatu siedleckiego. Był jednym z inicjatorów powstania dzielnicy Nowe Siedlce, której był głównym projektantem i sprawował społecznie nadzór budowlany.
Będąc zwolennikiem szerokiego propagowania oświaty był autorem licznych projektów wielu szkół (które wykonywał zupełnie bezpłatnie) w powiecie, jak i w samych Siedlcach nad którymi sprawował społecznie nadzory budowlane. Był inicjatorem budowy Kopca ku czci Marszałka Piłsudskiego w miejscowości Zawady. Pawlikowski wraz z żoną Alicją aktywnie wspierał Polski Czerwony Krzyż. Za swoją działalność filantropijną i społeczną, w dniu uroczystego poświęcenia Kopca, Prezydent Mościcki odznaczył Dominika Ludwika Pawlikowskiego Złotym Krzyżem Zasługi.
W 1950 roku przeniósł się do Warszawy, gdzie pracował w Biurze Odbudowy Stolicy. Wraz z synami Andrzejem i Marcinem odbudowywali m.in. kościół i klasztor Sakramentek na Nowym Mieście w Warszawie.
Zmarł 17 lipca 1952 roku w Warszawie i został pochowany na cmentarzu Powązkowskim (kwatera 100, rząd 4, miejsce 19).
Jego żoną była Felicja Alicja z domu Kuleszyńska herbu Ślepowron. Był ojcem architektów Marcina Zbigniewa Pawlikowskiego i Andrzeja Pawlikowskiego oraz dziadkiem architekt Anny Pawlikowskiej-Piechotka.

## Wybrane realizacje architektoniczne

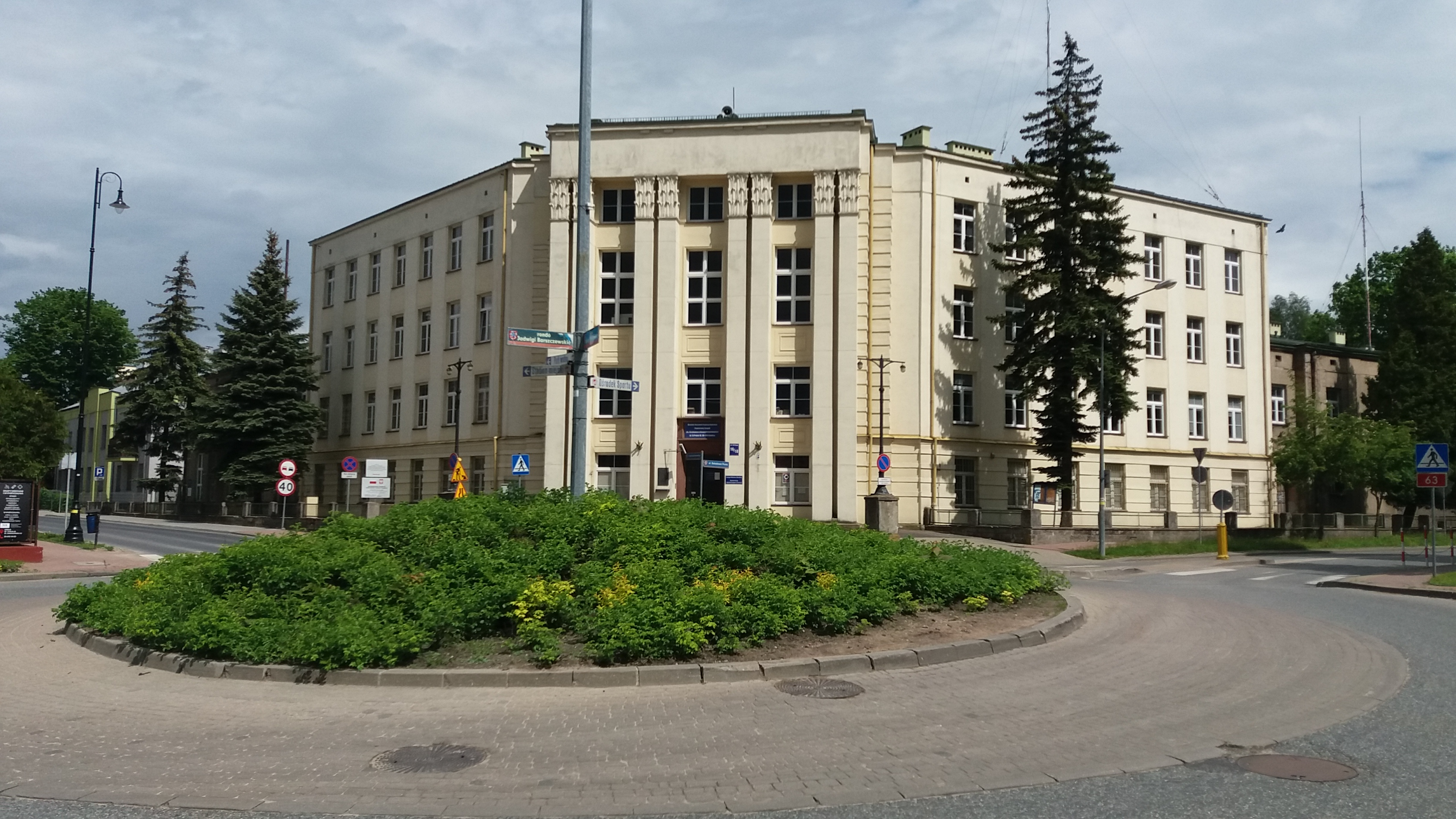
Budynek główny Dyrekcji Lasów Państwowych w Siedlcach

- kościół Najświętszego Serca Jezusowego w Wiśniewie[1],
- Kościół w Niecieczy pow. sokołowski[1],
- Budynek Główny Dyrekcji Lasów Państwowych w Siedlcach[1],
- Współtwórca projektu dzielnicy Nowe Siedlce w Siedlcach[1][10],
- współautor projektu (wraz z inż. Stanisławem Ryglem) oraz nadzór inwestycyjny Szkoły Podstawowej nr 5 w Siedlcach[1][11],
- współuczestniczył w remoncie Katedry NMP w Siedlcach[12].

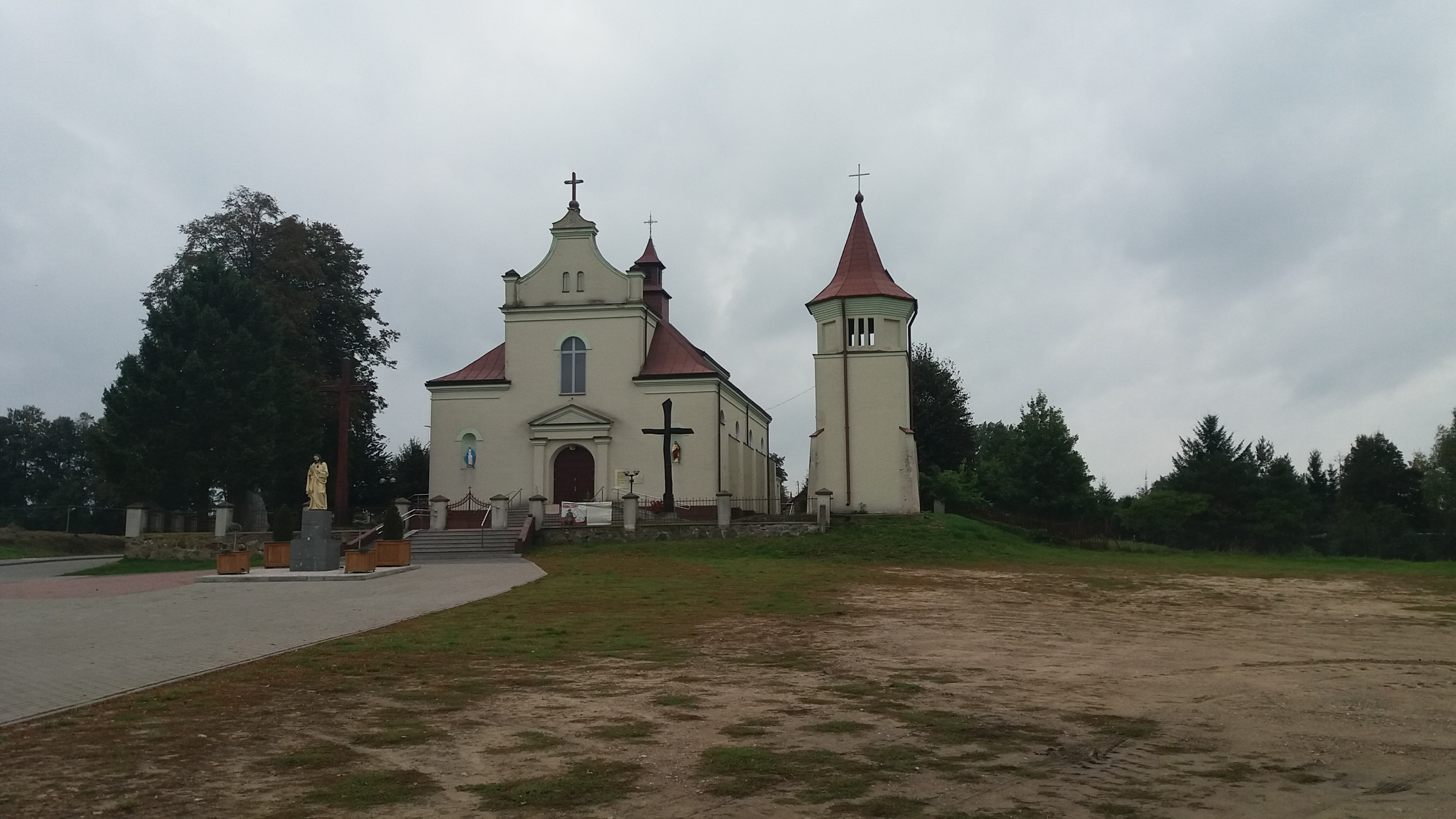
kościół w Niecieczy woj. mazowieckie pw. Niepokalanego Poczęcia NMP

- projekt nadbudowy pięter państwowego gimnazjum im. Królowej Jadwigi w Siedlcach, projekt adaptacyjny istniejącego budynku oraz nadzór budowlany

## Nagrody i odznaczenia
- Złoty Krzyż Zasługi za działalność społeczną z rąk Prezydenta RP Ignacego Mościckiego w 1938[1][13]